# 成周郡
成周郡，中国十六国南北朝时设置的郡。
西晋末年建兴二年（314年）慕容廆为统治中原豫州流人而分昌黎郡侨置成周郡。治所在今辽宁省西南部大凌河下游滨海地区，隶平州。前燕慕容皝燕王十四年（347年）废成周郡，后燕建平元年（398年）复置成周郡，改隶司隶校尉。北燕改隶青州。北魏以后失载。